# Octylphenole

Allgemeine Struktur der Octylphenole

Octylphenole (oder OP) sind eine Gruppe isomerer chemischer Verbindungen aus der Gruppe der Alkylphenole mit der Summenformel C14H22O.

## Gewinnung und Darstellung
Octylphenole werden durch Reaktion von Phenol mit Octen hergestellt, wobei bei der kommerziellen Synthese ein Gemisch aus verschiedenen Octylphenol-Isomeren entsteht. 4-tert-Octylphenol wird durch Reaktion des Dimers von Isobutylen (2,4,4-Trimethyl-1-penten) mit Phenol gewonnen. Das technische Produkt ist ein Gemisch aus 90–95 % 4-tert-Octylphenol, 5–8 % 2-tert-Octylphenol und 1–2 % Butyloctylphenol oder 4-tert-Butylphenol. Hochreine technische Produkte enthalten 98–99 % 4-tert-Octylphenol, <2 % 2-tert-Octylphenol und nur Spuren von Butyloctylphenol.

## Isomere
Die Octylgruppe (C8H17) kann in diesem Molekül auf verschiedene Arten verzweigt sein oder eine gerade Kette bilden und sich in der 2-, 3- oder 4-Position des Phenolrings befinden.
Von den möglichen Isomeren hat 4-tert-Octylphenol (das hauptsächlich als Waschmittel verkauft wird) die größte kommerzielle Bedeutung und wird oft kurz als Octylphenol bezeichnet.
| IUPAC-Bezeichnung                   | Alternativbezeichnung | Strukturformel | CAS-Nummer | PubChem  | Wikidata   |
| ----------------------------------- | --------------------- | -------------- | ---------- | -------- | ---------- |
| 2-Octylphenol                       | o-Octylphenol         |                | 949-13-3   | 13700    | Q81989420  |
| 3-Octylphenol                       | m-Octylphenol         |                | 20056-69-3 | 12321377 | Q114073844 |
| 4-Octylphenol                       | p-Octylphenol         |                | 1806-26-4  | 15730    | Q27116060  |
| 2-(1-Methylheptyl)phenol            | 2-sec-Octylphenol     |                | 18626-98-7 | 86767    | Q114065175 |
| 4-(1-Methylheptyl)phenol            | 4-sec-Octylphenol     |                | 1818-08-2  | 102693   | Q82915947  |
| 2-(6-Methylheptyl)phenol            | Isooctylphenol        |                | 11081-15-5 | 14389816 | Q82882074  |
| 4-(6-Methylheptyl)phenol            | 4-iso-Octylphenol     |                | 27013-89-4 | 168643   | Q83052125  |
| 2-(1-Ethylhexyl)phenol              |                       |                | 17404-44-3 | 86563    | Q82914776  |
| 4-(1-Ethylhexyl)phenol              |                       |                | 3307-00-4  | 102972   | Q114065145 |
| 2-(2-Ethylhexyl)phenol              |                       |                | 1331-54-0  | 200241   | Q82902660  |
| 2-(1-Propylpentyl)phenol            |                       |                | 37631-10-0 | 3015923  | Q82939211  |
| 4-(1-Propylpentyl)phenol            |                       |                | 3307-01-5  | 102973   | Q82934036  |
| 2-(1,1,3,3,-Tetramethylbutyl)phenol | 2-tert-Octylphenol    |                | 3884-95-5  | 62530    | Q114065165 |
| 4-(1,1,3,3-Tetramethylbutyl)phenol  | 4-tert-Octylphenol    |                | 140-66-9   | 8814     | Q15632771  |

## Verwendung
Octylphenole werden in großen Mengen für als Zwischenprodukt bei der Herstellung von Octylphenolethoxylaten, Tensiden, Formaldehydharzen usw. verwendet. In der Europäischen Union ist die Produktion von 4-tert-Octylphenol von etwa 17.500 Tonnen im Jahr 1997 auf etwa 22.600 Tonnen im Jahr 2001 gestiegen. Der größte Teil der Produktion wird innerhalb der EU verwendet und zusammen mit einer geringen Menge (<1.000 Tonnen/Jahr) an importiertem Bulkmaterial, lag der Verbrauch 2001 knapp unter 23.000 Tonnen.

## Regulierung
4-tert-Octylphenol wurde 2011 in der EU aufgrund seiner hormonellen Eigenschaften als besonders besorgniserregender Stoff (SVHC) identifiziert.
In der Schweiz ist die Verwendung von Octylphenolen in Textilwaschmitteln, Reinigungsmitteln, kosmetische Mitteln, Textilverarbeitungsmitteln, Lederverarbeitungsmitteln, Metallverarbeitungsmitteln, Hilfsmitteln für die Herstellung von Zellstoff und Papier, Melkfett, Biozidprodukten und Pflanzenschutzmitteln verboten.